# 인포메이션 프레젠테이션 퍼실리티
인포메이션 프레젠테이션 퍼실리티(Information Presentation Facility, IPF)는 IBM OS/2 시스템에서 온라인 도움말과 하이퍼텍스트를 표현하는 시스템이다. 또, IPF는 IPF의 내용을 만드는데 사용되는 마크업 언어를 참조한다. IPF 언어는 IBM이 개발한 범용 생성 언어와 북마스터에 기원을 두고 있다. IPF 언어는 여러 잠재성을 포함하여 잘 알려진 HTML 언어 버전 3.0과 매우 유사하다. 그러므로 IPF 문서를 만들 때 훈련된 사용자는 실질적으로 모든 워드 프로세서를 사용할 수 있다. IPF 언어는 45개 기본 명령으로 이루어져 있다.
IPF 파일들은 IPF 컴파일러(IPFC)를 사용함으로써 볼 수 있는 INF 또는 HLP 파일로 컴파일된다. IPF HLP 파일들은 윈도우에 알맞은 WinHelp HLP 파일과 구별된다.
OS/2는 뷰어 안에 내장되어 있으며 다른 플랫폼에서 사용할 수 있는 다른 뷰어들이 있다.

## 예제 1 - IBM
아래는 IBM의 Information Presentation Facility Programming Guide 보관됨 2012-12-08 - archive.today의 IPF 마크업 샘플이다.
```
     .* This is a comment line
     :userdoc.
     :title.Endangered Mammals
     :h1 res=001.The Manatee

     :p.
     The manatee has a broad flat tail and two flipper
     like forelegs.  There are no back legs.
     The manatee's large upper lip is split in two and
     can be used like fingers to place food into the
     mouth.  Bristly hair protrudes from its lips,
     and almost buried in its hide are small eyes, with
     which it can barely see.

     :euserdoc.

```

## 예제 2 - PM123 사용자 매뉴얼
```
:lm margin=2.:font facename=Helv size=24x10.
:p.:hp8.Welcome to PM123 !:ehp8.
:font facename=Helv size=16x8.
:p.:p.
Hello and welcome to the wonderful world of digital music on OS/2. First we
must congratulate you for choosing the best MPEG-audio player available for
OS/2! PM123 has been in development since beginning of 1997 and has become
the most advanced player on OS/2. Some of you may have used the earlier
betas of PM123 and for your convenience, here are the new features in this
release:
.br
:ul compact.
:li. New skin options, allowing PM123 to be modified to just about anything.
:li. Graphical :hp2.equalizer:ehp2., including pre-amplification and band mute.
:li. Support for plugins, a :hp2.spectrum analyzer:ehp2. and :hp2.oscilloscope:ehp2. plugin.
:li. :hp2.Playlist Manager:ehp2. for users, allowing easier managing of playlists.
:li. Better HTTP streaming support: support for URLs in playlist, and M3Us for playlists.
:li. Recursive directory adding.
:li. Commandline and remote control of PM123.
:li. General improvements in all parts of the player.
:eul.
.br
.br
:p.

```

## IPF의 상태
IPF는 현재도 OS/2의 eComStation의 일부로서 사용된다. IPF 파일을 읽고 쓸 수 있는 여러 도구들이 있지만 사용되는 일은 드문 편이다.
- HTMIPF: HTML을 IPF로 변환
- HyperMake: 멀티 포맷 문서 생성기
- IPF Editor: 상용 IPF 편집기
- UDO: 오픈 소스 멀티 포맷 문서 생성기
- VyperHelp: 오픈 소스 IPF 편집기 및 변환기
- 프리 파스칼의 문서 생성기(fpdoc)는 OS/2의 IPF 출력물 또한 생성할 수 있다.

## 도움말 뷰어
- 오리지널 OS/2 VIEW.EXE 애플리케이션
- NewView v2.x. 이것은 Netlabs에서 내려받아 사용할 수 있는 오픈 소스 프로젝트 및 코드이다.
- 프리 파스칼의 텍스트 기반 IDE는 다양한 도움말 포맷을 지원한다. OS/2의 INF 포맷이 그 중 하나이다.
- fpGUI 툴킷 프로젝트 또한 DocView라는 이름의 INF 뷰어를 갖추고 있다. 오픈 소스 프로젝트의 하나로서, NetView 2.x의 이식판이었으나 그 뒤로 각기 다른 디자인과 변경사항을 보여주고 있다. INF는 또한 fpGUI 툴킷의 공식 도움말 파일 포맷이기도 하다.